# Pieter Sickinghe
Jonker Pieter (ook: Peter) Sickinghe (ca.1530 - 1578) was een Nederlands edelman, militair en politicus. Hij was heer van Zuidwolde en leefde op borg Beyum. Sickinghe was olderman, drossaard en kapitein van de Friese stad Harlingen en grietman van de Friese grietenij Barradeel. 

Hij was politiek vertegenwoordiger van de Groningse Ommelanden en een der ondertekenaren van de Unie van Brussel op 9 januari 1577. Als drossaard van het 'huis van Harlingen' ontving hij op 16 mei 1577 Margaretha van der Mark, gravin van Arenberg, voor een overnachting op het kasteel van de stad. Margaretha was echtgenote van Jan van Ligne, baron van Barbençon in het graafschap Henegouwen en stadhouder van Friesland, Groningen, Drenthe en Overijssel. 

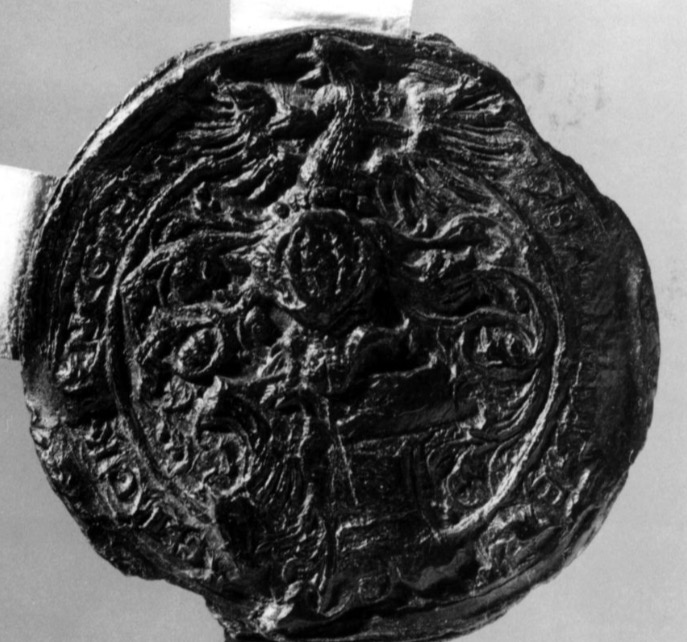
Zegel van Peter Sickinghe, 15 mei 1572

## Leven
Pieter (van) Sickinghe, telg uit het Groningse adellijke regentengeslacht Sickinghe, werd geboren als zoon van de Groningse burgemeester dr. Johan Sickinghe (1495-1572) en Anna Gysens (Chiesens). De jonkers Feijo Sickinghe (1546-1579) en Harmen Sickinghe (overl. vóór 1606) waren zijn broers. Hun vader Johan was naast burgemeester en hoofdman van de stad Groningen, vertegenwoordiger van de Heerlijkheid Groningen bij de troonsafstand van keizer Karel V op 25 oktober 1555 in het Paleis op de Koudenberg te Brussel. Hij legde aldaar de eed af aan Philips II als heer van de Nederlanden.     
Pieter was een kleinzoon van Peter Sickinghe, raadsheer en burgemeester van de stad Groningen. Zijn grootvader was vertegenwoordiger en onderhandelaar bij de strijd van de stad tegen George van Saksen en zijn legeraanvoerders. Hij was uiteindelijk een van de hoofdpersonen in het aannemen van graaf Edzard I van Oost-Friesland en later hertog Karel van Gelre als beschermheer van de stad.     
Pieter zelf was een oom van de landedelman Johan Sickinghe (1576-1652).    
Sickinghe was heer van Zuidwolde. Hij trouwde met Bauw van Isselmuyden met wie hij geen kinderen kreeg. Op 26 November 1571 trad hij namens zijn vrouw op bij de scheiding van huizen, hoven, landerijen en heerlijkheden tussen zijn vrouw, Erenst van Iselmuden, de vrouw Hindrick van Iselmuden en de broers Coert, Hindrick, Hermen, Wigbolt en Claes.
Sickinghe erfde van zijn vader het huis te Beyum (Sickinghe) ’binnen de brugge’ met grachten, hoven en singel voor 600 emder gulden. Na zijn eigen overlijden in 1578 krijgen zijn broer Harmen Sickinghe (overl. vóór 1606) en diens vrouw Beele Clant, telg uit het jonkers en hoofdelingen geslacht Clant, de borg in handen. Een stuk uit 1578 laat een inventaris zien van de 'ammunitie en proviand, die Hendrick van Oyenbrugge, drost van Harlingen, heeft overgenomen van de erfgenamen van zijn voorganger, Peter van Sickinge.'
Sickinghe was in 1577 en 1578 olderman van de stad Harlingen.

## Werk

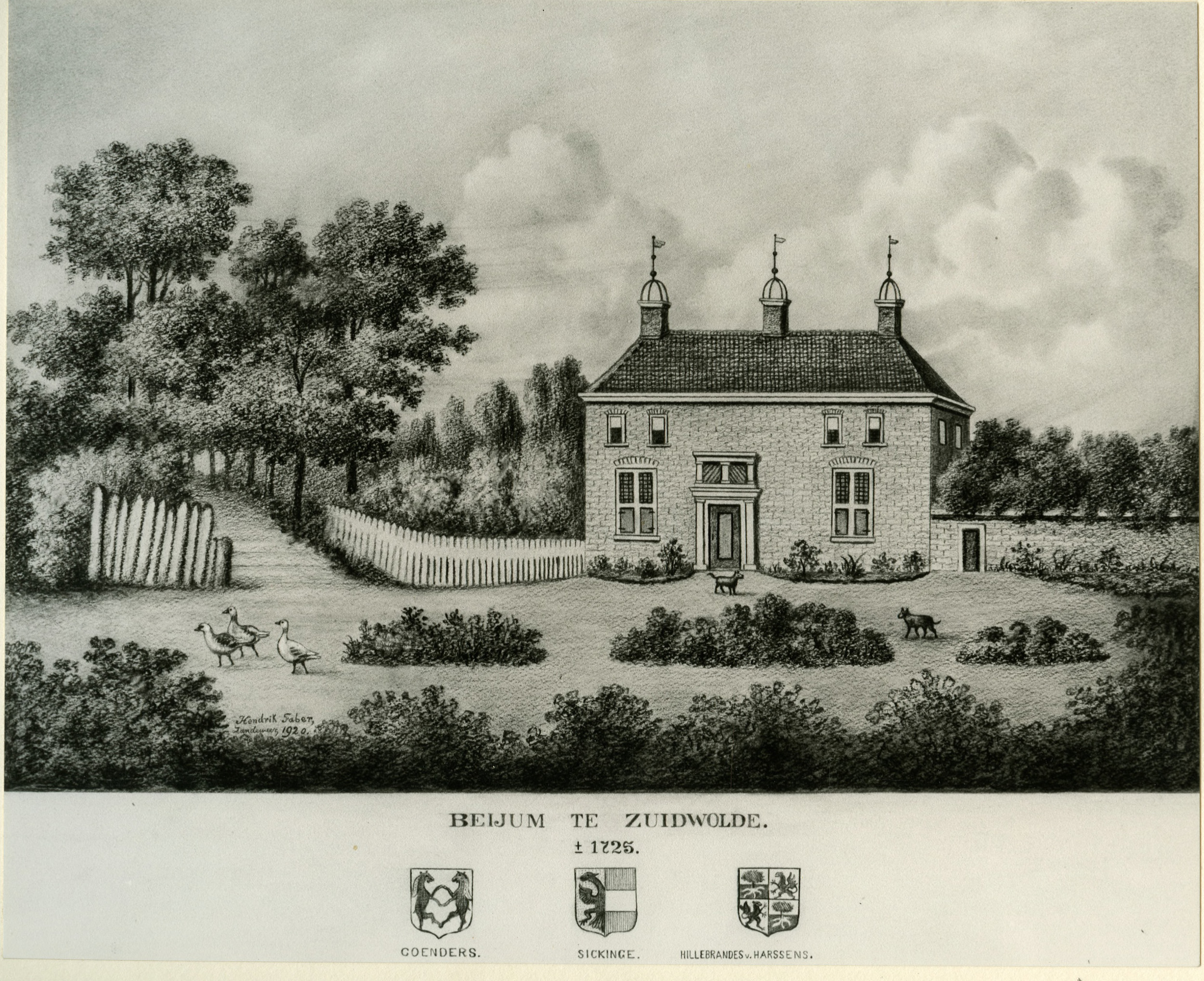
Huis te Beyum met het wapen van de familie Sickinghe

### Als Ommelander edelman en vertegenwoordiger
Pieter Sickinghe was, in tegenstelling tot zijn vader dr. Johan, samen met zijn broers Harmen Sickinghe en Feijo Sickinghe een groot tegenstander van de stad Groningen. Zij vonden de druk die de Stad op de Ommelanden uitoefenden onevenredig hoog. Sickinghe diende daarom in maart 1571 met twee andere Ommelanders bij de centrale regering te Brussel een smeekschrift in, waarin over de onderdrukking door de stad geklaagd werd. De stadssyndicus G. Westendorp, die het antwoord van de stad moest opstellen, schreef teleurgesteld op de keerzijde van het stuk: Nota dat deese supplicatie tho Hove overgegeven is gewest door Peter Sickinga, borgemester Johan Sickinga sone. Uit datzelfde jaar stamt een akte met als inhoud: 'Akte van volmacht van de Staten der Ommelanden voor Johan de Mepsche op den Ham, Peter Sickinge en dr. Peter van Zijl om Alva een verklaring over te leggen, dat de ordonnantie op de criminele justitie strijdig is met de privileges'.

#### Bij de Unie van Brussel (1577)
In de herfst van 1576 werden Stad en Ommelanden geconfronteerd met de politieke omwenteling in het Zuiden. De Staten van Brabant gingen gebukt onder de muitende Spaanse soldaten op hun gewest en riepen in september 1576 zelf de Staten-Generaal bijeen. De kans dat het Noorden hieraan mee zou doen werd echter klein geacht aangezien de koningsgezinde Portugese stadhouder van Friesland en Groningen, Caspar de Robles (1527-1585), de teugels daar strak hield. Herhaaldelijk negeerde of verduisterde hij de oproepingsbrieven van de zuidelijke gewesten. Het duurde niet lang voor de Ommelanders lucht kregen van de verduisterde brieven die mede aan hen gericht waren. In eerste instantie ontkende de Robles maar niet veel later moest hij toch toegeven dat er een brief was binnengekomen met het verzoek aan de Ommelander Staten om afgevaardigden naar Brussel te zenden.

Bij de Pacificatie van Gent in 1576 waren de gewesten Friesland en Groningen onder de Robles niet vertegenwoordigd geweest en op 20 oktober werd dan ook een brief verzonden, direct aan Robles gericht, met daarin de oproep onmiddellijke vertegenwoordiging vanuit de Staten van Friesland en Groningen te zenden. De Brusselaar Francois Marini Stella werd vanuit het Zuiden naar Groningen gestuurd, de Robles zijn verblijfplaats, om de aansluiting van de noordelijke gewesten bij de pacificatie te bevorderen. Bij aankomst werd hij direct gevangengenomen door de Robles. Stella wist echter de soldaten die hem gevangen hielden achter zich te krijgen en liet de Robles gevangennemen.

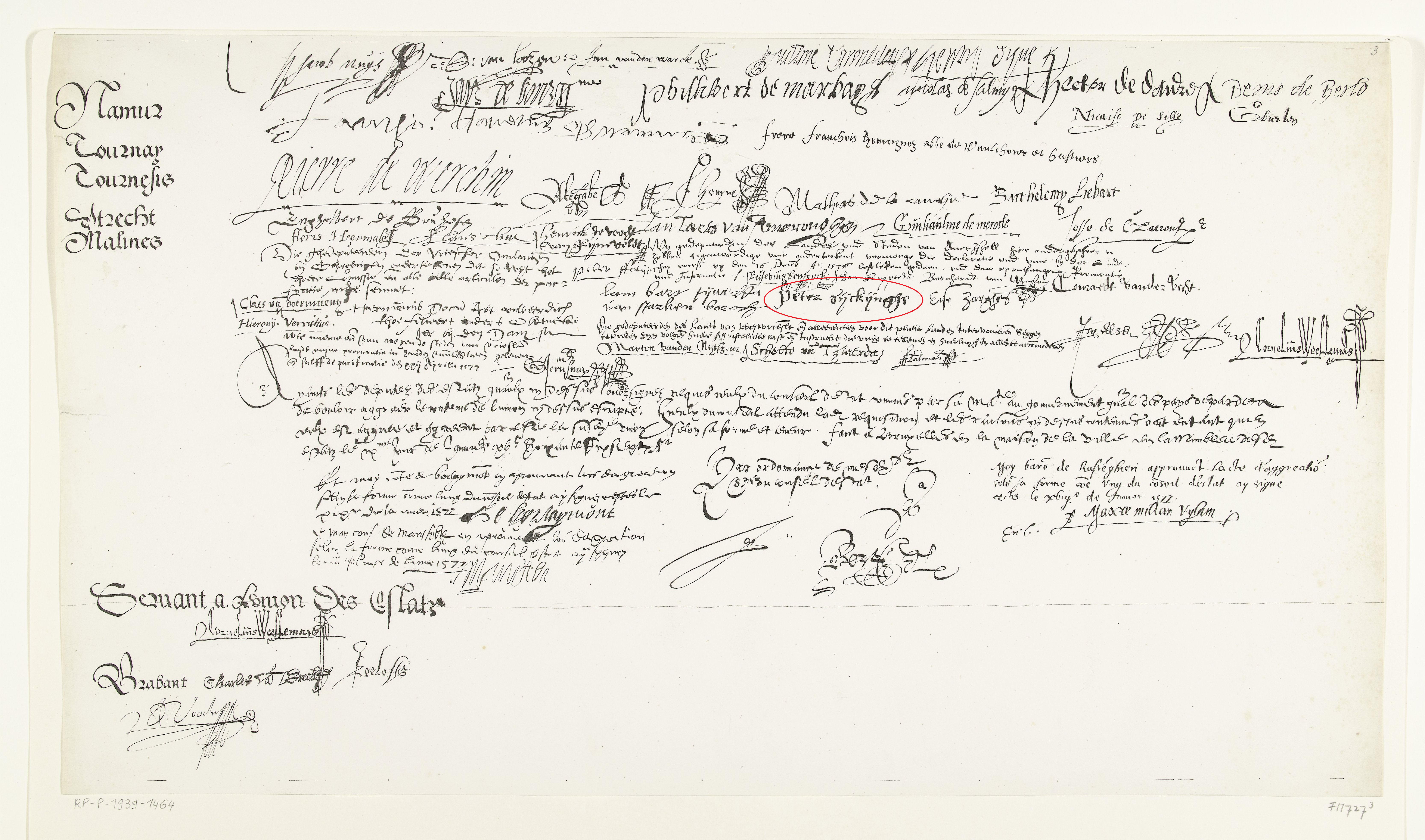
De handtekening van Peter Sickinghe (rode cirkel) op het derde blad van de Unie van Brussel (1577) te midden van de handtekeningen van Lambert van Starckenborgh (links) en Eysso Jarges (rechts)

 Nu de Robles geen invloed meer had op het besluit om afgevaardigden te sturen begon de onenigheid tussen Stad en Ommelanden. Groningen stond voor een dilemma. Bleven zij loyaal aan de Spaanse majesteit of gebruikten zij dit moment om onder het strenge Spaanse juk vandaan te komen. Uiteindelijk besloot de stad slechts een stadsbode te sturen met een intentioneel vage brief. Mensen in Stad en Ommelanden waren alles behalve tevreden met deze zwakke opstelling. In de Stad was men bang voor muitende soldaten en hoopte men op een verlichting van de drukkende lasten. Bij de Ommelanders was men bang dat het gewest geïsoleerd zou raken als het niet snel afgevaardigden zou sturen naar het nieuwe bewind in Brussel. Na herhaaldelijk aandringen door de Raad van State gingen Stad en Ommelanden met elkaar in overleg. De stad bleef, tot irritatie van de Ommelanders, het besluit echter voor zich uit schuiven. Er werd een gezamenlijke raad opgesteld die uitsprak geen afgevaardigden te sturen omdat de pacificatie toch al getekend zou zijn. Terwijl de kopie van deze te zenden brief gemaakt werd, kwamen de Ommelanden met de mededeling dat ze besloten hadden om zelf afgevaardigden te sturen. 
De raad voelde zich bedrogen maar kon niet voorkomen dat op 7 december 1576 de heren Hermannus Dockum, Lambert van Starckenborgh, Peter Sickinghe en Eysso Jarges naar Brussel vertrokken. Hier ondertekenden zij op 9 januari 1577 namens de Ommelanden voor de Unie van Brussel. De stad Groningen besloot na veel consternatie uiteindelijk zelf geen afgevaardigden meer te sturen. 

### Als grietman van Barradeel

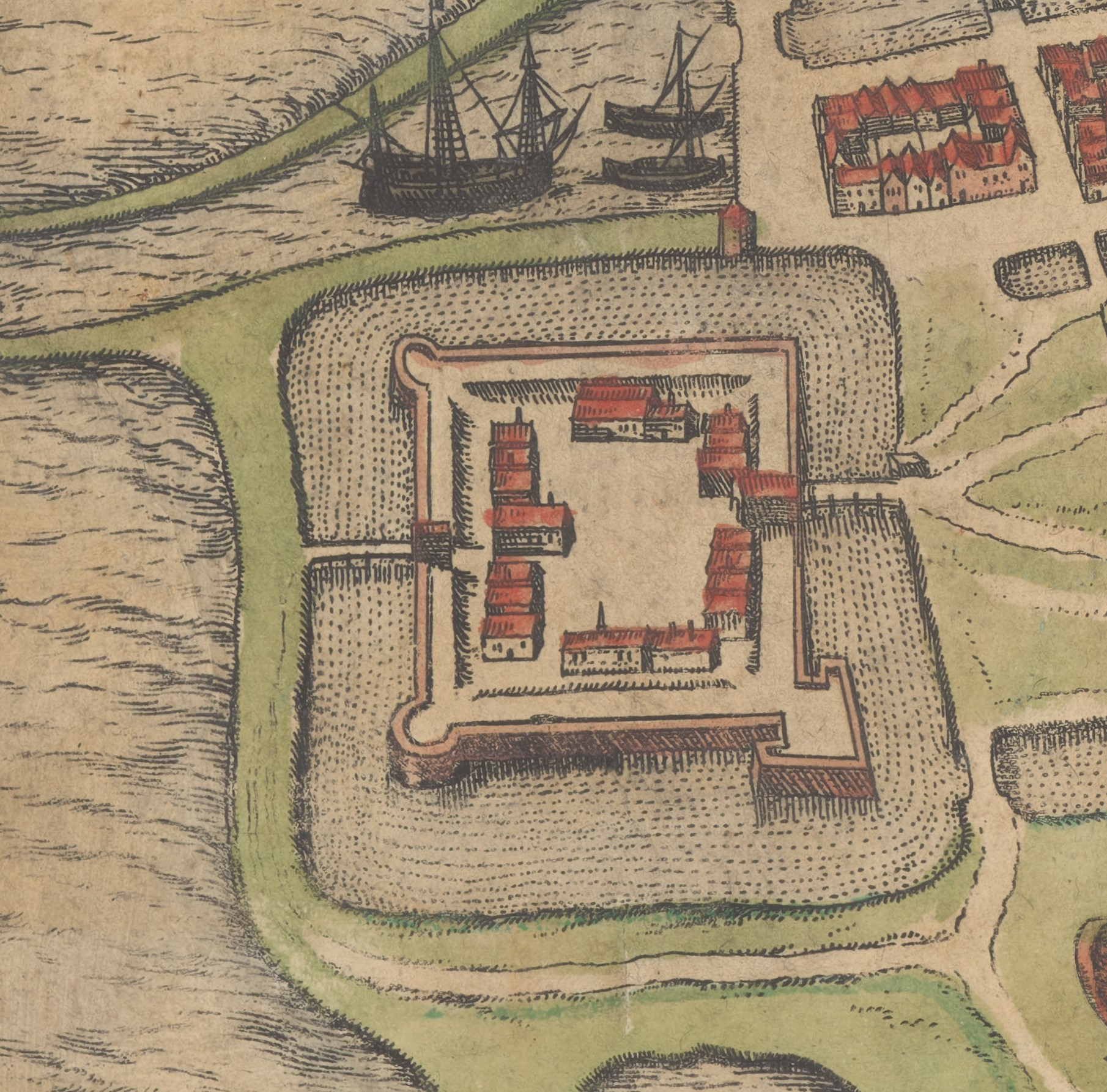
Het blokhuis te Harlingen

De Spanjaard Hernando de Bustamente werd in 1572 door de stadhouder Caspar de Robles benoemd tot grietman van Barradeel. Hij werd echter zeer gehaat door de bevolking, in 1576 gevanggenomen en naar Maastricht gebracht. In datzelfde jaar werd de stadhouder de Robles gevangengenomen door zijn eigen soldaten. Op voordracht van Willem van Oranje werd de graaf van Rennenberg George van Lalaing (1536-1581) in 1576 benoemd tot stadhouder van de noordelijke gewesten. Op 20 april 1577 april werd Peter Sickinghe als opvolger van de Bustamente aangesteld als grietman van Barradeel. Naar aanleiding van het overlijden van Peter Sickinghe in 1578 werd de Spaansgezinde Hendrik van Oyenbrugge aangesteld als Grietman.

### Als kapitein en drost van Harlingen
Sickinghe was kapitein en drossaard op het kasteel te Harlingen. Hij was al zeker voor 23 februari aangesteld als tijdelijk drost. De stadhouder Rennenberg had hem destijds persoonlijk aangedragen. Toen de periode van de vorige drost afliep schreef de Staatsraad op 5 maart dat ze al iemand in gedachten hadden als opvolger. De voorkeurskandidaat was Willen van Doetinchem. Maar op verzoek van de nieuwe stadhouder Rennenberg kreeg de heer van Zuidwolde, Peter Sickinghe, die in 1576 als Ommelander afgevaardigde naar de Staten-Generaal was gekomen, de post. In zijn rol als drost van Harlingen ontving hij op 15 mei 1577 een brief van Margaretha van der Mark (1527-1599), gravin van Arenberg en echtgenote van Jan van Ligne (1525-1568), baron van Barbençon in het graafschap Henegouwen, met daarin het bericht dat zij de volgende nacht op het kasteel van Harlingen kwam logeren.
In juni 1577 stuurt Sickinghe een rekest aan de Stadhouder van Friesland betreffende 'de voorraden levensmiddelen en brandhout, die daar nog ontbreken en door zijn voorganger nog moeten worden geleverd, tevens het verzoek inhoudende om er voor te zorgen, dat deze achterstallige leveranties nog worden gefourneerd, hetzij door verkoop der meubelen van Bustamente of door ordonnantie op de Rentmeester-Generaal van Friesland, aan wie voornoemde Bustamente nog een bedrag van 700 guldens schuldig is. Met specificatie van de nog te leveren artikelen en goederen en met appointement van de stadhouder, de Heer van Lalaing.'

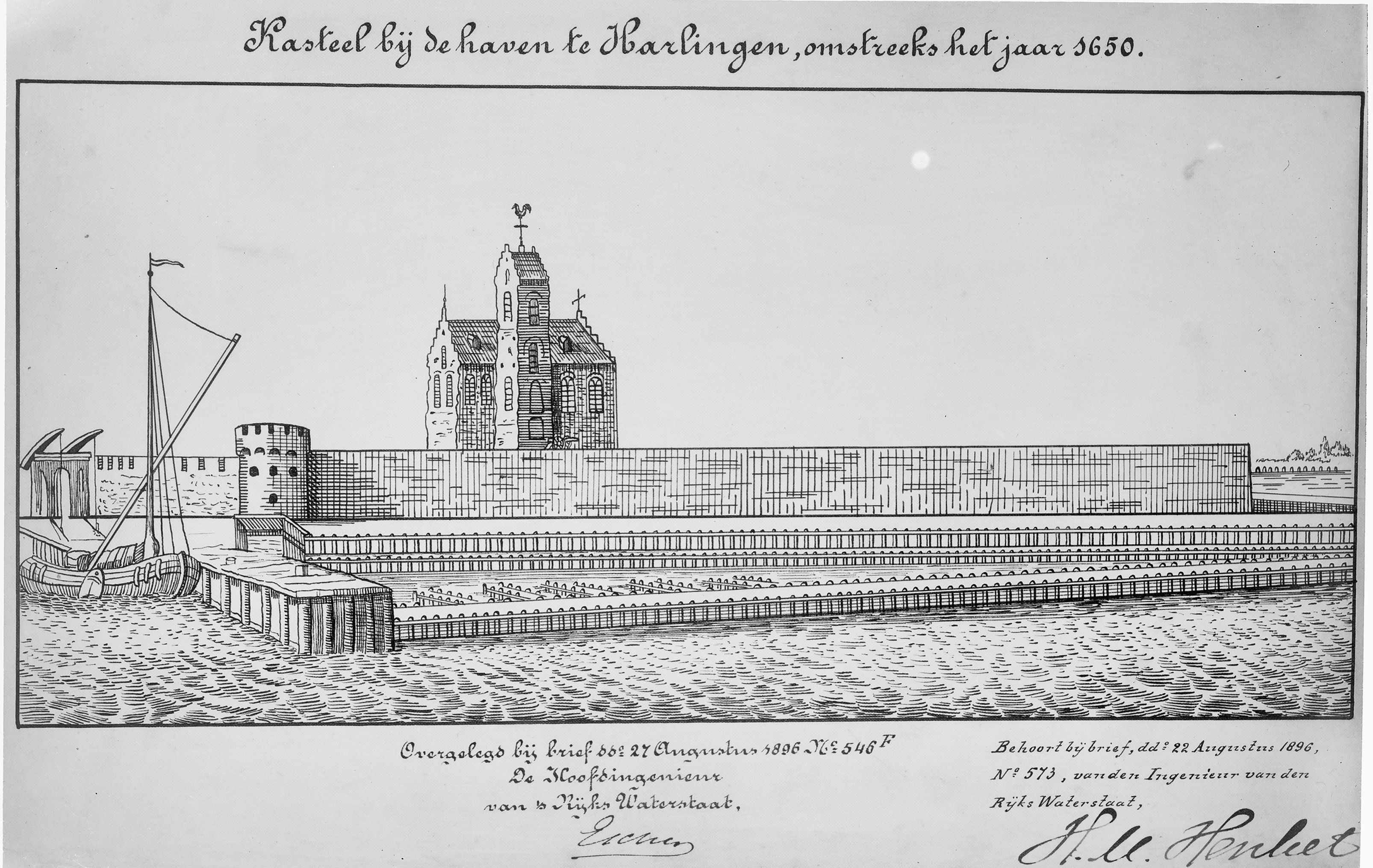
Kasteel bij de haven van Harlingen, omstreeks 1650

Op 20 september volgt een 'memorie van een viertal punten door Peter Sickinge, drost op het huis te Harlingen, aan de Graaf van Rennenberg overgegeven, vermeldende wat er te kort is aan geld, levensmiddelen en ammunitie op genoemd huis, alsmede over de onvoldoende soldij der soldaten, met het verzoek daarin te voorzien, opdat 's Konings blokhuis in tijd van nood in behoorlijke staat van verdediging verkeert en geen gevaar loopt de vijand in handen te vallen. Met apostilles van de Stadhouder op elk punt, 20 september 1577.' 
Op 19 oktober 1577 ontving Peter van de stadhouder van Friesland en Groningen Rennenberg een brief over de verbetering van zijn inkomen. Op 4 november 1577 kreeg Peter van de stadhouder opdracht om samen met grietman Francois van Pipenpoy, telg uit het van oorsprong Brusselse geslacht Pipenpoy, de onenigheden tussen de Gedeputeerden en de soldaten die bij Lemmer in bezetting lagen uit de weg te ruimen.
- Biografisch Portaal: 10323828